# 크리스티안 파본
크리스티안 다비드 파본(스페인어: Cristian David Pavón, 1996년 1월 21일 ~ )은 캄페오나투 브라질레이루 세리이 A의 아틀레치쿠 미네이루에서 활동하는 아르헨티나의 축구 선수이다. 포지션은 공격수이며, 윙어로도 뛸 수 있다.

## 클럽 경력
CA 타예레스 유스 출신이며 2012년 2월 7일에 CA 타야레스에 정식으로 입단하면서 아르헨티나 프리메라 디비시온 무대에 데뷔했다. 2014년 7월 9일에는 보카 주니어스로 이적했고 2019년 8월 8일에는 메이저 리그 사커의 로스앤젤레스 갤럭시로 임대 이적했다.

## 국가대표 경력
2013년부터 2015년까지 아르헨티나 U-17, U-20 축구 국가대표팀 선수로 활동했으며 2016년 리우데자네이루 하계 올림픽에 참가한 아르헨티나 U-23 축구 국가대표팀 명단에 이름을 올렸다.
2017년 11월에 열린 러시아, 나이지리아와의 친선 경기에 처음 출전하면서 아르헨티나 축구 국가대표팀 선수로 데뷔했다. 2018년 5월에는 러시아에서 개최된 2018년 FIFA 월드컵에 참가한 아르헨티나 축구 국가대표팀 명단에 이름을 올렸다.

## 수상
보카 주니어스
- 아르헨티나 프리메라 디비시온 3회 우승 (2015, 2016-17, 2017-18)
- 코파 아르헨티나 1회 우승 (2014-15)
- 수페르코파 아르헨티나 1회 우승 (2018)